# Електронний кампус
Електронний простір, є спеціалізованою корпоративною чи соціально-виробничою мережею в Інтернеті. 

## Електронний регіональний кампус
Електронний регіональний кампус стає ефективним кроком ІТ у формуванні регіональних професійних і керівних еліт. Це середовище обміну знань як між різними індивідами, так і між віковими групами провідних фахівців і молоді. Спеціалізована віртуальна мережа для професійного, навчального, культурно-виховного розвитку і зв'язку розрізнених локальних мереж навчальних, наукових і соціальних закладів великих міст, академмістечок, обласних та регіональних ресурсів. Для еліт і молоді наявний доступ до регіонального бюро зайнятості з метою працевлаштування на вакансії в сфері навчальної, наукової діяльності та інших напрямках. Високі стандарти комунікацій, впровадження колективних і культурних проектів, формують у молоді навички та досвід та забезпечують соціальну адаптацію в професійному середовищі, сприяючи переданні досвіду старших, молодшому поколінню у вільному й програмному спілкуванні.

## Електронний кампус університету
Електронний кампус – прикладне програмне забезпечення, яке є елементом інформаційно-телекомунікаційного середовища університету та використовується для інформаційної підтримки повсякденної діяльності студентів, викладачів, співробітників університету, а так само для інформаційної підтримки всіх видів інноваційної діяльності в університеті. Електронний кампус об'єднує внутрішні інформаційні ресурси (навчальні, методичні та інші), надає централізований доступ до них на основі єдиних системних і технологічних рішень та забезпечує їх використання для ефективного управління та планування науково-освітнім процесом.